# Groninger Archieven
De Groninger Archieven (voluit Regionaal Historisch Centrum Groninger Archieven) is het Regionaal Historisch Centrum voor de provincie Groningen en de gemeente Groningen. Ze beheren archieven en collecties van de elfde tot en met de eenentwintigste eeuw.
De archiefdienst fungeert in formele zin als Rijksarchief in de provincie Groningen en als Gemeentearchief van de gemeente Groningen. In 1824 werd een combinatie van beide opgericht als Provinciaal Archief. In de 20e eeuw volgde een scheiding tussen Rijks- en Gemeentearchief, waarna de archieven in 2002 weer fuseerden onder de naam Groninger Archieven.
De Groninger Archieven beheren enerzijds archieven en collecties afkomstig van rijks-, provinciale en particuliere instellingen met als werkgebied de provincie Groningen of voorgangers daarvan, en anderzijds van de gemeente Groningen (en daarin opgegane gemeenten) en particuliere instellingen en personen uit die gemeenten, zoals huizen, families, bedrijven, kerken, scholen, verenigingen en stichtingen. Onderdelen van de Groninger Archieven zijn AlleGroningers.nl, groningerkentekens.nl, beeldbankgroningen.nl, Poparchief Groningen en het Gronings AudioVisueel Archief.
De Groninger Archieven ontstonden in 2002 na een fusie van het Rijksarchief met het Gemeentearchief. De archiefdienst is gevestigd in het Cascadecomplex, een modern kantoorgebouw vlak bij het Hoofdstation. In 2023 en 2024 onderging dit pand een grote verbouwing. De Groninger Archieven waren een van de initiatiefnemers van de Canon van Groningen (2008).